# Южна Америка
Южна Америка е континент, по-голямата част от който (около 90%) се намира в Южното полукълбо. Намира се между два океана – Тихия и Атлантическия.
Андите, които са сравнително млада и неспокойна планинска верига, се простират покрай западния бряг на континента. По-голямата му част е източно от тях и е съставена предимно от области, известни с обширни дъждовни гори – там е и огромният водосборен басейн на река Амазонка. Бреговата линия е слаборазчленена и е най-късата, отнесена към площта, сред всички континенти. Общата площ на континента е около 17 840 000 km² (почти 3,5% от повърхността на Земята), което го нарежда на четвърто място сред континентите, след Азия, Африка и Северна Америка, а по население е на пето място (след Азия, Африка, Европа и Северна Америка). В много други отношения Южна Америка е на първо място. Там са:
- Най-дългата планинска верига – Анди, 9000 km;
- Най-сухото място на планетата – пустинята Атакама (Чили);
- Най-пълноводната река на Земята – Амазонка, 6520 km;
- Най-големият речен басейн на Земята – на р. Амазонка, 7 млн. km²;
- Най-високият водопад на Земята – Анхел (Венесуела), 1054 m;
- Най-високо разположеното плавателно езеро – Титикака, 3812 m надморска височина;
- Най-големият образуван от речни наноси остров – Маражо, в устието на р. Амазонка;
- Най-обширната екваториална гора на планетата.

## Физическа география

### Разположение
Южна Америка представлява южната част на съвкупността от континенти Америка.
Извън късата сухоземна граница със Северна Америка, Южна Америка е оградена от Тихия океан на запад, от Атлантическия океан – на изток и от Карибско море – на север. Свързан е със Северна Америка, посредством образувания сравнително скоро (в геологичен смисъл) Панамски провлак, през който е прокаран Панамският канал. На самата граница между континентите се намира област, наречена Дариен. По геополитически и географски съображения цялата територия на държавата Панама, включително частта на изток от Панамския канал, обикновено се разглежда като част от Северна Америка. Към Северна Америка се отнасят и Антилските острови, макар че част от тях са разположени върху южноамериканския континентален шелф и в непосредствена близост до крайбрежието на Южна Америка. От друга страна, към Южна Америка обикновено се причисляват тихоокеанските острови Галапагос, Великденски остров и остров Робинзон Крузо, които са владения на южноамерикански държави, както и множество разположени в континенталния шелф острови, като Фолкландски острови, Огнена земя, Чилое.

### Геология
Почти целият континент Южна Америка е разположен върху Южноамериканската тектонична плоча. Той се формира през мезозоя, когато се откъсва от гигантския южен континент Гондвана, състоящ се от сегашните континенти Африка, Южна Америка, Австралия, Антарктида, както и от Индийския подконтинент на Азия и от Арабския полуостров. През по-голямата част от кайнозоя Южна Америка остава изолирана от останалите континенти. В началото му на него протича еволюцията на торбестите бозайници, които през топлата по това време Антарктида достигат Австралия, където заемат доминиращи позиции. По-късно в Южна Америка се развиват специфични групи плацентни бозайници и птици, много от които измират след като той се свързва със Северна Америка преди около 3 милиона години и започва интензивен обмен и конкуренция на видове.

### Релеф и физикогеографско райониране
Южна Америка се поделя на 3 големи географски области – западна висока (Анди), средна низинна (низините на реките Ориноко, Амазонка и Ла Плата) и източна нископланинска и платовидна (Гвианска и Бразилска планинска земя).
Континентът Южна Америка се разполага в пределите на умерения, субтропичния, тропичния, субекваториалния и екваториалния пояси. Резките различия в макрорелефа на континента са обусловили неговото деление на 2 големи региона: 1. Равнинно-платовиден Източен (Извънандийски) регион със закономерни хоризонтални природни зоналности и 2. Планините на Андите на запад, характеризиращи се с височинна зоналност и със специфични за всеки природен пояс ландшафти. Те от своя страна включват 11 сектора, които се поделят на 33 области, в които на свой ред са обособени 69 подобласти.

#### Източен (Извънандийски) регион
Източният (Извънандийският) регион включва:
- Лянос – Ориноко – обширни равнини, разположени в субекваториалния пояс с типична смяна на летен влажен със зимен сух период, които определят сезонните ритми на всички природни процеси в сектора.

1. Североизточен (Висок) Лянос – в източната част на Венецуела, покрай левия бряг на долното течение на река Ориноко.
2. Югозападен Лянос – простира се в централните и югозападните части на Венецуела и в източните райони на Колумбия. В състава му е и подобластта Пидмонт, заемаща издигната южна част на равнините Лянос – Ориноко в източната част на Колумбия. Друг лянос, който е част от Югозападния Лянос е този на река Мета (в басейна на река Мета – ляв приток на Ориноко), разположен в източните райони на Колумбия. Освен това той включва и Нисък Лянос на река Апуре – разположен в централните и югозападните части на Венецуела в басейна на река Апуре (ляв приток на Ориноко).
- Гвианска планинска земя и Приатлантическа низина – заемат източните и южните части на Венецуела, най-северните райони на Бразилия и страните Гвиана, Суринам и Френска Гвиана. В релефа преобладават цокълните денудационни равнини с кристалинни планини и столови пясъчни масиви с горещ, предимно постоянно влажен климат, пълноводни и бурни (с изобилие от прагове и водопади) реки и влажни вечнозелени (на север – сезонно влажни) гори.

1. Южногвианска област – заема южните части на Венецуела и най-северните райони на Бразилия. Включва Западна подобласт, заемаща южните части на Венецуела, както и Приамазонска подобласт – най-северните райони на Бразилия.
2. Централногвианска област – обхваща най-високите части на Гвианската планинска земя и се простира в югоизточна Венецуела, крайните северните райони на Бразилия и южната част на Гвиана.
3. Северногвианска област – обхваща северните части на Гвианската планинска земя и се простира в най-източните части на Венецуела и западната част на Гвиана.
4. Източногвианска област – обхваща източните части на Гвианската планинска земя и се простира в щата Амапа на Бразилия, в Суринам и Френска Гвиана.
5. Приатлантическа низина – простира се покрай брега на Атлантическия океан на териториите на Венецуела (Делтата на река Ориноко, представляваща обширна заблатена низина), и на Гвиана, Суринам, Френска Гвиана и щата Амапа на Бразилия (Гвианската низина).
- Амазония – обхваща обширната Амазонска низина, заемаща северните и северозападните части на Бразилия, югозападните райони на Колумбия и източните части на Перу. Простира се в екваториалния климатичен пояс и е изпъстрена с гъста мрежа от пълноводни реки. Покрита е с гъсти и влажни вечнозелени гори – хилеи или селваси. Климатът е постоянно влажен. Областта има 2 обособени части, отговарящи съответно на източната и на западната и централната част на Амазонската низина – Източна Амазония, в която е и делтата на река Амазонка, и Западна Амазония, на териториите на Северозападна Бразилия, Югоизточна Колумбия и Източно Перу. Част от Западна Амазония е Централна низинна подобласт, която се намира в Северозападна Бразилия. Пак там, но също и на териториите на Югоизточна Колумбия и Източно Перу е Предандийската възвишена подобласт, която е най-висока част на Амазонска низина. Друга част от Западна Амазония е Заливната източна подобласт – в централната част на Амазонска низина.
- Бразилска планинска земя – обхваща почти 3/5 от територията на Бразилия, цялата територия на Уругвай и части от Парагвай и Аржентина. Тя се характеризира с издигнати цокълни равнини на северозапад, високи планински масиви на изток и пояс с негативни огъвания, заети със седиментни и лавови равнини между тях. Реките изобилстват с прагове и водопади и са със сезонен режим на оттока. На северозапад климатът е субекваториален, а на изток – тропичен. Растителността в двата пояса е представена от сезонно влажни и постоянно влажни гори. Централните части са заети от храстови савани, наречени кампос серадос, а на североизток – от опустинени редки гори, наречени каатинга. Крайните югоизточни и южни части са покрити с вечнозелени иглолистни и широколистни гори и предимно тревисти савани, наречени кампос лимпос.

1. Северна горска зона – заема крайната северна, ниска част на Бразилската планинска земя. Включва равнината Мараняо (по крайбрежието на Атлантическия океан, югоизточно от делтата на Амазонка) и Южноамазонско плато, което заема крайните северни, ниски части на Бразилската планинска земя, южно от делтата на река Амазонка.
2. Саванен център – обхваща централните платовидни райони на Бразилската планинска земя. Към тях спадат платото Гояс, заемащото по-голямата част от щата Гояс, падината Парнаиба, обхващаща горния водосборен басеин на река Парнаиба. както и Вътрешно платото – най-вътрешната, централната част на Бразилската планинска земя. Крайните западни платовидни райони на Бразилската планинска земя, които също са част от Саванния център се наричат Западни Шапади.
3. Засушлив североизток – простира се в североизточната част на Бразилската планинска земя, в най-източната част на континента. Част от него са Хребетите Бразилид, които се простират се източно и южно от долното течение на река Сао Франсиско. Едноименната на тази река падина, която също е в състава на Засушливия североизток обхваща долното ѝ течение и нейните долни притоци. Също към него спада и Североизточното плато, заемащо крайните източни райони на континента.
4. Планински изток и Приатлантическа равнина – обхваща югоизточните, най-високи части на Бразилската планинска земя (т.е. нейната източна, най-стръмна част, обърната към Атлантическия океан, наречена Брегови откос, както и Бреговите Сиери, които са най-високите ѝ части) и тясната и дълга Приатлантическа равнина, крайбрежна равнина, простираща се от долното течение на река Жекитиньоня на север до езерото Патус на юг.
5. Равнина на Горна Парана – обхваща горния водосборен басейн на река Парана в югозападната част на Бразилската планинска земя. Включва 2 подобласти: Дяснобрежна Парана, заемаща водосборните басейни на горните десни притоци на река Парана, и Лявобрежна Парана – заемаща водосборните басейни на горните леви притоци на река Парана.
6. Влажен юг – обхваща средното течение на река Парана (покрай левия ѝ бряг, в Бразилия, е Плато Парана, а покрай десния, в Парагвай – Припарагвайско плато) и цялата територия на Уругвай, която заедно с най-южните части на Бразилия съставлява подобластта Хълмисти равнини на Уругвай.
- Вътрешни равнини – представляват акумулативни равнини, простиращи се на около 3200 km от север на юг (между 10° и 39° ю.ш.) и заемащи тектонското пропадане между Андите на запад и Бразилската планинска земя на изток, като оста им следва теченията на реките Парагвай и Парана. За тях е характерно последователната смяна на поясно-зоналните типове ландшафти от субекваториалните саванни гори и савани на север (равнините на реките Бени и Маморе), през тропичните редки гори в центъра (Гран Чако), до субтропичните савани, лесостепи и степи на юг (Междуречието и Пампата). Забележителни особености на региона са транзитните реки в Гран Чако и обширните области с вътрешен отток в Пампата. Овлажняването на Пампата намалява от изток на запад, като съответно става смяна на зоналните типове ландшафти – от пампаси, през храстови степи до полупустини.

1. Субекваториален Север – простира се в Югозападна Бразилия, Североизточно Перу, Северна Боливия и Северозападен Парагвай. Особено живописна част от него е Пантанал – обширна равнина, заемаща северозападната част на Парагвай и югозападната част на Бразилия в горното течение на река Парагвай. Тя се намира югоизточно от Централното възвишение, което е заобиколено и от Лянос Мохос (лянос в Югозападна Бразилия и Североизточно Перу) на северозапад, Андите на югозапад и равнините на река Маморе на север. Последните се простират в Югозападна Бразилия, между Бразилската планинска земя на изток и Амазонска низина на северозапад.
2. Тропичен център – заема централните части на Вътрешните равнини в Югоизточна Боливия, Южен Парагвай и Северна Аржентина. Включва Депресията Парагвай – Парана – в Южен Парагвай между долините на реките Парана и Парагвай, както и Западно Чако – дълга около 1600 km ивица в Южна Боливия и Северна Аржентина, простираща се покрай източното подножие на Андите.
3. Субтропичен юг – обхваща североизточните и източните части на Аржентина. Южно от Буенос Айрес, на тази страна е подобластта Източна Пампа, която съседства със Западна Пампа, която на запад граничи с Пампаските Сиери, в централната част на Аржентина. Също свързана с пампасите е и подобластта Централна Пампа – разположена между Междуречието на изток и Гран Чако на запад. Друга част от Субтропичния юг е Южно Междуречие – в Североизточна Аржентина между реките Парана на запад и Уругвай на изток.
- Предкордилери и Пампаски Сиери – заемат западните, централни части на Аржентина, покрай източното подножие на Андите. Изградени са от среднопланински нагънато-блокови масиви, редуващи се с тектонски падини. Климатът е тропичен и субтропичен, предимно сух. Реките са с вътрешен отток. Източните им наветрени склонове са обрасли с ксерофитни гори, а западните подветрени – със сухолюбиви храсти. Ниските участъци, наречени болсони, са заети от полупустини и солончаци. Областта включва подобластите Северни Сиери и Южни Сиери и Болсони.
- Патагония – заема най-южните части на Аржентина и архипелага Огнена земя. Представлява плато, постепенно понижаващо се на изток и с умереноконтинентален климат поради „дъждовната сянка“ на Андите. Пресича се от транзитни реки. Почвите и растителността са полупустинни. Източната ѝ, по-ниска част се нарича Патагонско плато. Между него и подножието на Андите на запад се простира, на повече от 1600 km от Южните Сиери и Болсони на север до архипелага Огнена земя на юг включително, дълъг и тесен участък – Крайните депресии на Патагония. Участъкът им (около 1400 km) до района на Магелановия проток и архипелага Огнена земя представлява подобластта Предандийска падина, а останалата част от тях е известна като Пропадане около Магелановия проток.

#### Анди
Андите включват:
- Северни Анди – обхваща Карибските (Венецуелските), Колумбийските и Еквадорските (Екваториалните) Анди.

1.Прикарибска област – обхваща Карибските (Венецуелските) Анди и представлява силно разчленени хребети със субекваториален, влажен летен климат, къси и често пресъхващи през зимата реки и са заети от листопадни и вечнозелени гори. В състава ѝ е и масивът Антиокия – в най-северната част на Колумбия. Също в Северна Колумбия (по долните течения на реките Магдалена и Каука) е и Северноколумбийската низина. Карибски Анди заемат хребета Кордилера де ла Коста, простиращ се покрай северното крайбрежие на Венецуела, в северозападната част, на която страна се намира и езерото Маракайбо, чиято едноименна низина е сред подобластите на Прикарибската област. Освен това към областта се числи и Планинското обкръжение на езерото Маракайбо – планини, заграждащи от изток, юг и запад низината Маракайбо, разположени в северозападната част на Венецуела и североизточната част на Колумбия.
2. Северозападни Анди – заемат голяма част от територията на Колумбия и източните части на Панама. Представляват система от ветрилообразно разклоняващи се на север хребети, редуващи се с дълбоки тектонски падини, с активен вулканизъм на юг и ледници по най-високите части. Външните склонове са обилно овлажнени и имат ярко изразен спектър от височинни зони на екваториалния пояс. Вътрешните падини са заети от савани, а крайният север се характеризира със субекваториален климат и растителност. Най-източните хребети на Северозападните Анди, наричани Източни Кордилери се намират в Централна Колумбия. Между тях и Централните Кордилери е грабенът (дълбоки тектонски долини) на река Магдалена, а западно от Централните Кордилери е падината на река Каука, която се простира се между тях и Западните Кордилери. Последните граничат на запад с Тихоокеанската низина. Подобластта Тихоокеанско крайбрежие, в състава на Северозападните Анди, обхваща западното тихоокеанско крайбрежие на Колумбия и крайните източни части на Панама.
3. Еквадорски (Екваториални) Анди – разположени са на територията на Еквадор. Състоят от 2 основни планински вериги (Източна и Западна), а падината между тях е запълнена с продукти от дейността на многочислените вулкани. На югозапад предпланинските равнини имат субекваториален климат с увеличаване на сухотата на юг. В планинските райони са представени всичките планински пояси, от екваториалния до нивалния. Областта се дели на: Сиера (частта обхващаща планините на Еквадорски (Екваториални) Анди) и Коста (тази простираща се покрай западното, тихоокеанско крайбрежие на Еквадор).
- Централни Анди – обхващат Перуанските, Боливийските и Северончилийските Анди и крайбрежните пустини в Перу и Северно Чили.

1. Перуански Анди – простират се на територията на Перу до 14°30′ ю.ш. Изградени са от успоредно разположени хребети с простиране от северозапад на югоизток и високи вътрешни плата, дълбоко разчленени от реките. Най-високите части имат значително заледяване. Източните влажни склонове са заети от влажни вечнозелени гори (хилеи), вътрешните плата – от високопланинска степ (халка), а западните склонове – от тропически полупустини и пустини. Хребети на Централните Кордилери се издигат се между дълбоките долини на реките Мараньон на югозапад и Укаяли на североизток. Между последната и Амазонската низина, която е на североизток, са разположени Източни Перуански Анди. С Амазония граничи и Перуанското плато, което се простира в югоизточната част на Перу, а на югозапад от него са Западните Кордилери, които на североизток граничат и с Централните Кордилери, а на югозапад – с крайбрежните перуански пустини.
2. Централноандийска планинска земя – обхваща Боливийските и Северночилийските Анди до 28° ю.ш. Това е най-широката и най-сложната част на Андите, изцяло разположена в тропичния пояс. Много е характерен контрастът между източните склонове, заети от влажни тропични гори, спрямо сухите западни земи, с високопланинското плато Пуна на юг и пустинния тихоокеански запад. Основата на областта е Централноандийската планинска земя със своето вътрешно безотточно пустинно плато Пуна. Платото се дели на Северна и Южна Пуна и е оградено от изток от Източните хребети на Пуна. Отделно от това има подобласт състава на Централноандийската планинска земя, наречена Източни хребети – тя заема нейните най-източни влажни части. На запад Пуна граничи със Западните Кордилери, които се издигат между него и Западните пустини.
3. Западни пустини – дълга и тясна крайбрежна ивица по тихоокеанското крайбрежие на Перу (Брегова Перуанска пустиня) и Северно Чили (пустините Тамаругал и Атакама).
- Субтропически Анди – най-високите части на Андите до 41°30′ ю.ш., разположени на териториите на Средно Чили и Западна Аржентина. Състоят се от 2 успоредни планински вериги: Главни Кордилери и Чилийски Брегови Кордилери с тектонската Междупланинска долина между тях. Отличават се с активен вулканизъм и бързо нарастване на овлажняването от север на юг, определящо смяната на всички природни процеси и ландшафтни типове от полупустини на север и „средиземноморски ландшафти“ в центъра до влажни субтропични гори (хемихилеи) – на юг. Областта включва Полупустинен Север – между 28° и 32° ю.ш., Субтропичен влажен юг (съставен от Брегови възвишения и низини и Главни Кордилери) – между 41°30′ и 45° ю.ш., а между тях, т.е. в пояса между 32° и 41°30′ ю.ш. – Средиземноморски Център. Последният опира в тихоокеанския бряг и включва следните подобласти (в поредност от запад – на изток): Чилийски Брегови Кордилери, Междупланинска долина, Главни Кордилери, с най-високите върхове на Андите, и Източни масиви (те са на територията на Аржентина).
- Патагонски Анди – най-южния отрязък от Андите, включващ Вулканичен горски Север и Ледников Юг. Там Бреговите Кордилери са представени от островни архипелази, а Междупланинската долина – от фиордообразни протоци. Климатът е влажен и прохладен. Има многочислени вулкански конуси. Склоновете са заети от гъсти смесени, предимно вечнозелени гори на север и ниски гори и храсти на юг. Източните, подветрени склонове са обрасли със смесени гори. Има значително количество ледници, а в подножията на планините са разположени големи ледникови езера.

## История
Историята на континента се разделя условно на 3 периода. Първият е периодът на заселване, разцвет и упадък на автохонните цивилизации (сред които изпъкват господстващите над региона преди идването на европейците инки). Вторият е епохата на европейските завоевания (Конкистата) и колониализъм (1500 – 1800 г.), когато голяма част от континента е завладяна от 2 европейски сили – Испания и Португалия. Въпреки неголямата му продължителност, именно на този етап се сформират езикът, културата, икономиката, а също и се поставя началото на държавността на повечето съвременни южноамерикански държави. Периодът след получаването на независимост за повечето територии се отличава слабо от колониалния от икономическа и социална гледна точка. Той дори задълбочава политическата нестабилност в региона, която през 19. и 20. век способства за постоянни намеси от страна на различни държави, като Съединените щати, Великобритания. Историята на страните от Гвианското крайбрежие (Гвиана, Суринам, и в по-малка степен Френска Гвиана) се различава в това отношение значително от по-голямата част от испанско- и португалскоговорещите страни на континента.

### Доколумбова епоха
Най-ранните известни човешки селища в Южна Америка, и Америка като цяло, са на културата Валдивия – по югозападния бряг на Еквадор. Една от най-ранните известни цивилизации на континента е Норте Чико, на централното перуанско крайбрежие. Въпреки че датира отпреди откриването и обработката на керамика (началото на която е датирано около 3000 години пр.н.е.), монументалната архитектура на Норте Чико е сравнима с пирамидите на Древен Египет. Управляващата класа създава търговска мрежа и развито земеделие. Следващата хронологично култура е Чавин – развила се около 900 г. пр.н.е. според някои оценки и археологически находки. Артефактите ѝ са намерени на място, наречено Чавин де Уантар в съвременно Перу, на височина от 3177 m. Чавинската цивилизация просъществува до 3 век пр.н.е.
По крайбрежието на днешно Перу, около началото на първото хилядолетие от новата ера, се развиват и културите Моче (100 – 700 г., по северното крайбрежие на Перу), Паракас и Наска (400 – 800 г.) – с централизирани държави с постоянна войска, развивайки селско стопанство чрез напояване и нови стилове на керамичното изкуство. В Алтиплано и Тиуанако в Боливия (100 г. пр.н.е. – 1200 г.) се развива голяма търговска мрежа, основаваща се на религия. Около 7 век и Тиуанако, и културата Уари (600 – 1200 г., Централно и Северно Перу) разширяват влиянието си върху андския регион, налагайки урбанизацията на Уари и религиозната иконография на Тиуанако. Основната култура по земите на съвременна Колумбия е Чибча. Тя създава конфедерация от много кланове (cacicazgos), които имат развита търговска мрежа помежду си. Чибчите са златари и фермери. Други важни доколумбови култури са: Каняри (в Южен Централен Еквадор), империята Чиму (1300 – 1470 г., по северното крайбрежие на Перу), Чачапоя и Аймара (1000 – 1450 г., Боливия и Южно Перу).
Разполагайки столицата си в големия град Куско, цивилизацията на инките доминира в района на Андите от 1438 до 1533 г. Известна като Тауантинсую (Tawantin suyu – „Земята на четирите области“ на кечуа), тази цивилизация е силно обособена и високоразвита. Управлението на инките се разпростира над близо 100 езикови или етнически общности, от 9 до 14 милиона души, свързани с пътна система от 25 000 km. Градовете им се състоят от много нива и са построени с прецизно и несравнимо каменоделство върху планински терен, поради особеностите на който, като форма на обработка на почвата, силно се развива терасираното земеделие (оформяне на земеделските площи, като тераси).

### Европейска колонизация
Първият европеец, достигнал до материка на Южна Америка, е Христофор Колумб през 1498 г. – по време на неговата трета експедиция към, както той вярва – Азия, но в действителност – към „Новия свят“. Понеже мисли, че е намерил западен път към Индия, местните жители получават наименованието „индианци“. Първопричината двете Америки да бъдат наречени на мореплавателя Америго Веспучи е считаното за измислено от голяма част от съвременните историци негово плаване от 1497 г.
През 1494 г. Португалия и Испания, двете големи морски европейски сили по това време, в очакване на нови земи (които биха били открити на Запад), подписват Договора от Тордесиляс. В него те постигат съгласие, с помощта на папата, че двете държави ще имат изключителни права (т.нар. дуополия) върху всички новооткрити земи извън Европа. Договорът създава въображаема линия по меридиан на 370 левги западно от островите Кабо Верде (Зелени нос – приблизително 46° 37' западна дължина). Съгласно него, всички земи западно от линията (обхващащи по-голямата част от Южна Америка) принадлежат на Испания, а всички земи на източно – на Португалия. Тъй като точни измервания на географската дължина са невъзможни по това време, линията не се прилага стриктно, в резултат на което се стига до португалската колонизация на Бразилия отвъд линията.
От началото на 1530-те, хората и природните ресурси на Южна Америка започват да се експлоатират от конкистадорите, първо от Испания, по-късно – и от Португалия, а земите се разделят на колонии, владени предимно от тези империи. Избиванията на местните, както и европейските инфекциозни заболявания (едра шарка, грип, морбили и тиф), към които коренното население на Южна Америка няма имунитет, а също и системният принудителен труд, като този в хасиендите и плантациите и известния мита в мините, рязко намаляват броя му. Вследствие на това за нужната работна ръка колонистите започват да разчитат на притока на роби, включително и внасяни от Африка негри, притежаващи имунитет към заболяванията. Доколкото оцеляват и са под техен контрол индианците под властта на европейските колонизатори са обект на усилена християнизация. Собствените им културни традиции и достижения са потискани и унищожавани, но въпреки това много от тях оцеляват и се смесват с тези на европейците. Евангелизацията (покатоличаването) на Южна Америка на местни езици, като кечуа, аймара и гуарани всъщност допринася за запазването на тези езици, макар и само в устна форма. От друга страна голяма част от материалната култура на южноамериканските индианци е изгубена в хода на тези процеси, причината за което са не само грабежите над тях, но и религиозната нетърпимост на завоевателите и техните наследници. Сред погубените ценности са и множество златни и сребърни скулптури и други артефакти, открити в Южна Америка, които са претопени преди транспортирането им до Испания, Португалия и други страни. В Новия свят колонизаторите внасят и други елементи на своята култура, сред които книгопечатането, корабостроенето, обработката на желязо, като и архитектурния стил на Западна Европа, спомагат и за подобряването на инфраструктурата със строежа на мостове, пътища и канализационни системи. Подобряват и разширяват търговията, засилват консолидацията на местните народности (налагайки като общи езици и религия своите) и ги тласват по пътя на феодализма (заменяйки с него предишните им отношения, които са от естеството на родово-общинния строй). Южна Америка е въвлечена и има значителен принос в т.нар. Колумбов обмен, включващ вноса на селскостопански животни и култури от други континенти и възприемането на местни там.
В резултат на смесването на расите, като преобладаващо с времето се налага местно метиско население. В началото метисите от района на Андите са потомци на индиански жени и мъже с европейски произход. След извоюването на независимост на южноамериканските държави, тенденцията индианци и метиси да имат поколение от бели жени и метиски се засилва.

### Деколонизация
Полуостровната война (1807 – 1814), част от обхваналите Европа Наполеонови войни, променя политическата ситуация и за испанските, и за португалските колонии. Френският император Наполеон I Бонапарт нахлува в Португалия, но кралската династия Браганса успява да избяга и да се установи в Бразилия, докато испанския крал Фернандо VII е привикван и арестуван от него и заменен с Жозеф Бонапарт, брат на Наполеон. Управлението на французите предизвика силна народна съпротива в Испания (т.нар. гериля). Създадени са хунти, които да управляват от името на пленения крал – такива се появяват и в колониите. Това насърчава движенията за независимост и автономия сред местните патриоти и предизвиква войни срещу роялистите, които подкрепят испанската власт в Северна и Южна Америка. Хунтите, както в Испания, така и в Северна и Южна Америка, насърчават идеите на Просвещението. Пет години след началото на войната Фернандо VII се завръща на трона и започва реставрация на кралския абсолютизъм, като роялистите взимат надмощие в конфликта.
Независимостта на Южна Америка е постигната най-вече чрез усилията на Симон Боливар от Венецуела и Хосе де Сан Мартин от Аржентина, двамата най-важни Освободители (на испански: Libertadores). Боливар застава начело на голямо въстание на север, а след това повежда армията си на юг към Лима, столицата на Вицекралство Перу. В същото време Сан Мартин повежда армия през Андите, заедно с чилийски изгнаници, и освобождава Чили. Той организира флота, за да достигне Перу по море, и иска военна помощ от различни бунтовници във вицекралството. Двете армии най-накрая се срещат в Гуаякил, Еквадор, където обграждат Кралската армия на испанската корона и я принуждават да се предаде. Основана е федерация, наречена Велика Колумбия, която впоследствие се разпада.
В Обединеното кралство Португалия, Бразилия и Алгарве, през 1822 г. Педро I (също известен като Педру IV, крал на Португалия), син на Жуау VI, който се завръща в Лисабон през 1821 г., обявява Бразилия за независимо кралство, което по-късно се преименува в Бразилска империя. Въпреки лоялността на португалските гарнизони в Баия и Пара, към португалската корона, независимостта е дипломатично приета от португалския крал, при условията на големи обезщетения, изплатени от Бразилия.
Новите независими държави започват процес на разделяне и прекрояване на границите с няколко граждански и международни войни. Някои страни, създадени от провинциите на по-големите страни (като Парагвай или Уругвай) съществуват и през 20. и 21. век, докато други отново са възстановени в границите на бившите си страни (например републиките Ентре Риос и Риу Гранди/Република Пиратини).

### Съвременна история
В началото на 20. век трите най-богати южноамерикански държави, Аржентина, Бразилия и Чили, бързо започват голяма и скъпа надпревара във военноморското въоръжаване, която е катализирана от въвеждането на новия тип боен кораб – дреднаута. В един момент от надпреварата аржентинското правителство похарчва 20 % от целия си годишен бюджет само за 2 дреднаута, на цена, която не включва последващите разходи за услуги, които например за бразилските кораби достигат 60% от стойността на първоначалната покупка.
Бразилия участва във Втората световна война на страната на Съюзниците от 22 август 1942 година до края на войната. След средата на 20. век континентът се превръща в бойно поле на Студената война. Някои от демократично избраните правителства на Аржентина, Бразилия, Чили, Уругвай и Парагвай са свалени от власт и заменени от военни диктатури през 60-те и 70-те години на 20. век. За ограничаване на опозицията техните правителства задържат десетки хиляди политически затворници, много от които са измъчвани или убити, често с международни координирани действия на две или повече диктатури. Те поставят собствените си действия в контекста на доктрината на САЩ за Студената война, обяснявайки ги с борба за националната сигурност и срещу вътрешна подривна дейност. От икономическа гледна точка диктатурите започват прехода към неолибералните икономически политики.
Аржентина и Великобритания водят Фолклендската война през 1982 г. През 80-те и 90-те години на 20. век Перу страда от вътрешен конфликт. В Колумбия също има подобен конфликт, макар и впоследствие уталожен, който започва през 1964 г. със създаването на марксистката партизанска група FARC-EP и след това включва няколко нелегални въоръжени групи с лява идеология, както и частни армии на наркобарони. От тези организации по-устойчива се оказва ELN, заедно с по-силната, но също намалена значително FARC. Тези леви групи контрабандират наркотици от Колумбия за финансиране на операциите си, използват и отвличания, бомбени атентати, противопехотни мини и убийства като оръжия за сплашване.
Революционните движения и десни военни диктатури са обичайни след Втората световна война, но след 1980-те години в Южна Америка широко се разпространява вълна на демократизация и се налагат демократични управления. Международната задлъжнялост се превръща в тежък проблем за страните от континента в края на 1980-те. Освен това местните правителства са обвинявани в корупция и няколко страни са застигнати от кризи, които довеждат до оставката на правителствата им, често постигана с масовите граждански протести. В опит за избягване на такива ситуации някои страни предприемат нетрадиционни икономически политики. Показателен е примерът на Аржентина с икономическата криза там в началото на 21. век. През последните години на 20. и първите години на 21. век се наблюдава развитие на регионалната интеграция със създаването на чисто южноамерикански институции като Андската общност, Меркосур и UNASUR. С избора на Уго Чавес във Венецуела през 1998 г. в региона започва така нареченият „Розов прилив“ – процесът на избирането на леви и левоцентристки правителства в повечето страни от района, с изключение на Гвиана, Перу и Колумбия. Чавес умира през 2013 г. и постът му е поет от Николас Мадуро (президент на Венецуела и понастоящем – януари 2025 г.)

## Държави и територии
В Южна Америка има 12 суверенни държави и 3 несуверенни зависими територии. Суверенната държава е политическа асоциация с ефективен суверенитет над население, за което взема решения в национален интерес. Според Конвенцията от Монтевидео една държава трябва да има постоянно население, определена територия, правителство и капацитет да влиза в отношения с други държави.
Границата между Северна и Южна Америка отчасти е по протежението на Панамския провлак. Най-честата демаркационна линия в атласи и други източници следва вододела на планините Дариен, който се разделя по протежение на границата между Колумбия и Панама, където провлакът се среща с южноамериканския континент. На практика всички атласи изброяват Панама като държава, попадаща изцяло в Северна и/или Централна Америка.
| Име                                     | Площ      | Население (2016) | Гъст. на нас. | Столица           |
| --------------------------------------- | --------- | ---------------- | ------------- | ----------------- |
| Бразилия                                | 8 514 877 | 207 652 865      | 22            | Бразилия          |
| Аржентина                               | 2 766 890 | 43 847 430       | 14,3          | Буенос Айрес      |
| Боливия                                 | 1 098 580 | 10 887 882       | 8,4           | Ла Пас и Сукре    |
| Венецуела                               | 916 445   | 31 568 179       | 30,2          | Каракас           |
| Гвиана                                  | 214 999   | 773 303          | 3,5           | Джорджтаун        |
| Еквадор                                 | 283 560   | 16 385 068       | 53,8          | Кито              |
| Фолкландски острови                     | 12 173    | 2910             | 0,26          | Порт Стенли       |
| Колумбия                                | 1 141 748 | 48 653 419       | 40            | Богота            |
| Парагвай                                | 406 750   | 6 725 308        | 15,6          | Асунсион          |
| Перу                                    | 1 285 220 | 31 773 839       | 22            | Лима              |
| Суринам                                 | 163 270   | 558 368          | 3             | Парамарибо        |
| Южна Джорджия и Южни Сандвичеви острови | 3093      | 20               | 0             | Кинг Едуард Пойнт |
| Уругвай                                 | 176 220   | 3 444 006        | 19,4          | Монтевидео        |
| Френска Гвиана                          | 91 000    | 275 713          | 2,7           | Кайен             |
| Чили                                    | 756 950   | 17 909 754       | 22            | Сантяго де Чиле   |

## Население и култура

### Население
Южноамериканците са културно повлияни най-вече от коренното население, но и от историческите връзки с Пиренейския полуостров и Африка, както и от въздействието на масовата култура на САЩ, както и на вълните от имигранти от цял свят.
Към 2018 г. населението на Южна Америка е повече от 430 милиона души, според The World Factbook. Основната част от тях са метиси, потомци на местните индианци и преселници от Европа, главно испанци и португалци. Индианците, предимно от етническите групи кечуа и аймара, са мнозинство от населението на Боливия и Перу. Потомците на европейци са най-значителна група в Аржентина, Уругвай и Чили. В Южна Америка живеят и голям брой хора с африкански произход, най-многочислени в Гаяна, Бразилия, Колумбия, Суринам, Френска Гвиана и Еквадор. В Гаяна и Суринам най-големите етнически групи са на преселници от Южна и Югоизточна Азия. В много южноамерикански страни, особено в Бразилия, има значителни общности на японци, китайци, араби.

### Музика
Южноамериканските нации имат богато музикално разнообразие. Някои от най-известните жанрове включват валенато и кумбия от Колумбия, самба и боса нова от Бразилия и танго от Аржентина и Уругвай. Също така добре известен е некомерсиалният жанр нуева кансион, основан в Аржентина и Чили и бързо разпространил се в останалата част на Латинска Америка. Хората от перуанското крайбрежие създават дуа или триа на китара и кахон в метиските южноамерикански ритми на маринера (от Лима), тондеро (от Пиура), популярния през 19. век креолски валс (или перуански валс) и парагвайската гуарания от началото на 20. век. Музиката на Бразилия има създадена поп-рок индустрия, както и голямо разнообразие от други музикални жанрове, на португалски език.